# Mama (chanson)
Pour les articles homonymes, voir Mama.
Singles de Genesis
Paperlate
(1982) That's All
(1983)
Pistes de Genesis
— That's All
Mama est une chanson composée et interprétée par le groupe britannique de rock progressif Genesis, parue sur son album Genesis en 1983. Elle reste le single le mieux classé au Royaume-Uni, à la 4e place du UK Singles Chart.

## Thème
Le thème de la chanson parle d'un jeune homme qui fait une obsession sur une prostituée :  

« Lorsqu'il a entendu cela pour la première fois, notre gérant a pensé que c’était à propos de l'avortement, du genre de sentiment du fœtus qui parle à sa mère : « Je t'en supplie, donne-moi une chance, tu ne peux pas sentir mon cœur ? Ne me prive pas de ma dernière chance », toutes ces paroles sont dans la chanson, mais en fait, il s'agit d’un jeune adolescent souffrant d'instabilité avec une prostituée qu'il a rencontrée par hasard dans la rue, et qui a des sentiments sincères pour elle mais ne comprend pas pourquoi il ne l'intéresse pas. C'est un peu comme ce livre, The Moon's a Balloon écrit par l'acteur britannique David Niven, ça raconte l'histoire de ce jeune homme qui vient de sortir de son lycée et c'est là qu'il fait cette rencontre. C'est une prostituée de 45 ans avec qui il passe du très bon temps. Il est spécial pour elle, mais ça ne peut définitivement pas aller plus loin que ce que c'est, une relation mère-fils et c'est vraiment de ça que parle la chanson, avec toutefois des accents sinistres[réf. nécessaire]. »

— Phil Collins
Instantanément reconnaissable par une introduction avec une ligne de boîte à rythmes industrielle (Linn LM-1), développée par Mike Rutherford, menant les lignes de synthétiseur de Tony Banks et la voix de Phil Collins en réverbération chargée, Mama annonce un album plus sombre que les précédents[réf. nécessaire].
C'est la chanson d'ouverture du grand concert de Genesis au stade de Wembley, en 1987. De plus, elle est connue notamment pour les rires sinistres de Phil Collins. Sur le DVD The Genesis Songbook, le producteur du groupe Hugh Padgham révèle que la source d'inspiration pour le rire est inspiré du titre rap The Message, de Grandmaster Flash. Ce dernier point est confirmé par Phil Collins lui-même dans le reportage Genesis de John Edington (2014), qualifiant d'extraordinaire l'idée d'introduction de rire dans une chanson.

## Accueil

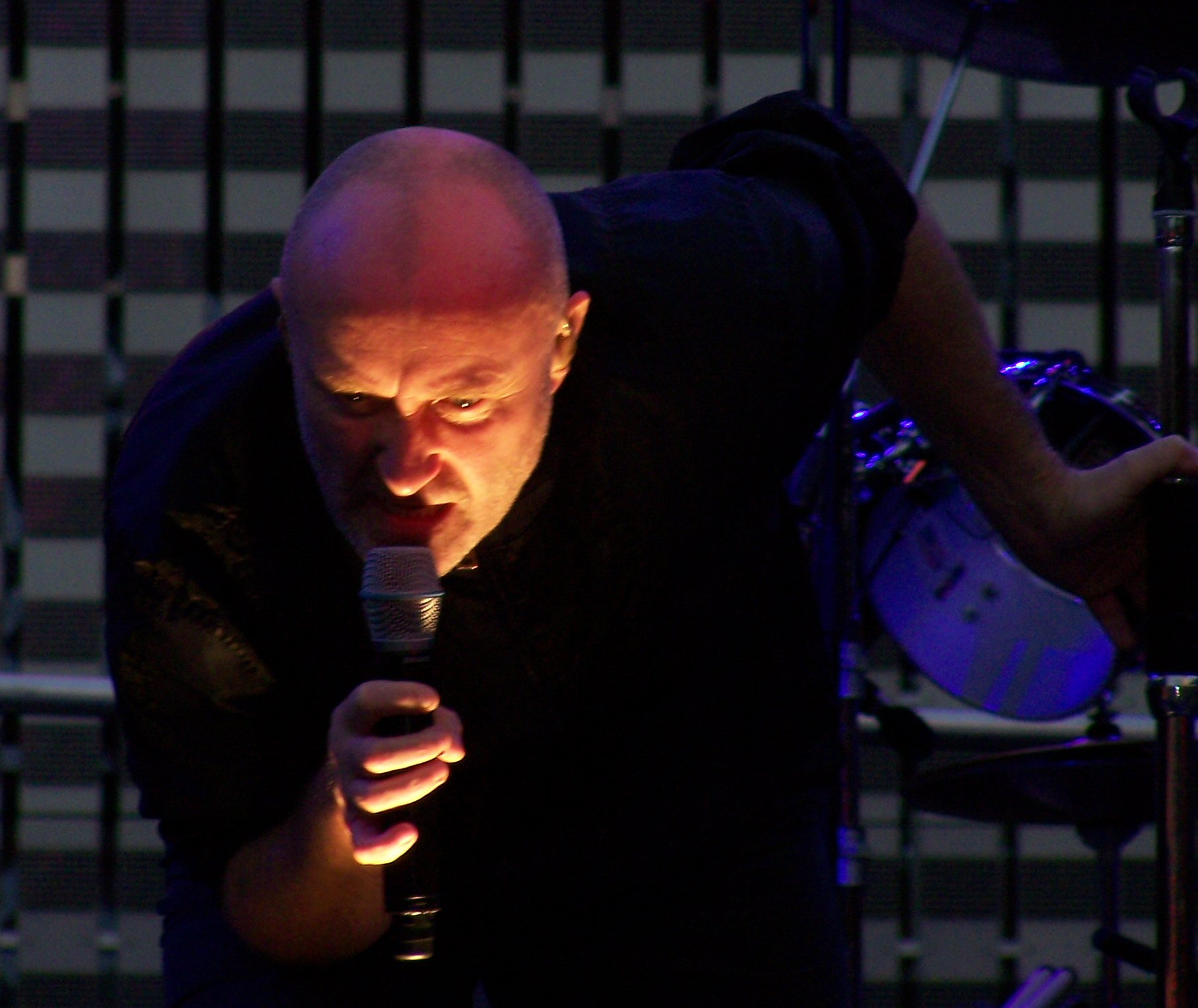
Phil Collins interprétant le titre lors d'un concert.

Premier single extrait de l'album, la chanson connaît un succès commercial en se classant 4e au UK Singles Chart, devenant ainsi le plus grand succès du groupe au Royaume-Uni. En France, Mama se classe à la 31e place du hit-parade. Bien qu'il soit devenu un tube dans plusieurs pays, le titre n'est pas devenu populaire aux États-Unis, se classant à la 73e place du Billboard Hot 100. Il a aussi atteint le top 10 en Suisse, Autriche, Norvège, Irlande et Pays-Bas. Il est moins populaire aux États-Unis, où il a atteint la 73e place du Billboard Hot 100. Une réédition 1992 du single a atteint le Top 40 en Allemagne.
Lors des rééditions dans les années 2000, la chanson est remixée (avec le reste du catalogue officiel du groupe) par Nick Davis. Cependant, le final avec le solo de guitare est différent : la prise complète d'une durée de près de sept minutes trente, disponible sur le maxi 45t, avait été réduite à 6 minutes 48 en éditant le final pour la version de l'album d'origine, tandis que sur le remix le fondu est simplement appliqué sur la prise complète pour ramener à cette durée.

## Classements
| Classement (1983-1984)                        | Meilleure position |
| --------------------------------------------- | ------------------ |
| Royaume-Uni (UK Singles Chart)                | 4                  |
| Autriche (Ö3 Austria Top 40)                  | 10                 |
| France (SNEP)                                 | 31                 |
| Pays-Bas (Nederlandse Top 40)                 | 7                  |
| Irlande (Irish Singles Chart)                 | 5                  |
| Nouvelle-Zélande (RMNZ)                       | 27                 |
| Norvège (VG-lista)                            | 3                  |
| Suisse (Schweizer Hitparade)                  | 2                  |
| Allemagne (Media Control AG)                  | 4                  |
| États-Unis (Billboard Hot 100)                | 73                 |
| États-Unis (Billboard Mainstream Rock Tracks) | 5                  |

## Musiciens
- Phil Collins : chant, batterie
- Tony Banks : claviers
- Mike Rutherford : guitare, basse, boîte à rythmes Linn LM-1[2]

## Reprises
Ray Wilson, qui avait remplacé Phil Collins comme chanteur de Genesis entre 1998 et 1999, reprend la chanson sur ses albums Unplugged (2001) et ZDF@BAUHAUS (2018).
Le cover band allemand Still Collins, formé en 1995, incorpore régulièrement la chanson dans son répertoire de concert. Elle figure également sur son album The Genesis Live Special (2012).
Le morceau est interprété par le groupe Magellan sur l'album de reprises de Genesis par divers artistes Supper's Ready (1995). Il apparait aussi en version symphonique sur l'album The Royal Philharmonic Orchestra – Plays Genesis Hits and Ballads.

## Culture populaire
- Mama fait partie de la bande son du jeu vidéo Grand Theft Auto IV, sorti en 2008 ; elle est diffusée sur la station de radio fictive Liberty Rock Radio 97.8.[22].
- Le titre Mama apparait également dans la saison 7, épisode 6 "Comptes et comptines" (Death and Taxes) de la série Magnum.